# Торела дел Санио
Торѐла дел Са̀нио (на италиански: Torella del Sannio) е село и община в Южна Италия, провинция Кампобасо, регион Молизе. Разположено е на 837 m надморска височина. Населението на общината е 801 души (към 2010 г.).